# Estepa negra
L'estepa negra, morisca negra o estepa llimonenca (Cistus monspeliensis) és un arbust perenne de la família de les cistàcies que es distribueix per la Regió Mediterrània i la Macaronèsia. Viu a brolles dins del domini dels matollars, bosc termòfil, zones de la muntanya verda, garrigues obertes, a les solanes de terrenys silicis i a altituds rarament superiors als 900 metres. Pot créixer en sòls arenosos. Són abundants en zones amb forta pressió de pastura.
Les flors són blanques i solitàries, de 2 a 3 cm de diàmetre, amb sèpals de 7 a 14 mm i pètals sovint tacats de groc a la base. Les fulles són de color verd fosc, allargades, oposades, amb tres nervis principals i enganxoses, tenint glàndules que donen una aroma característica i s'aferren entre els dits. Solen arribar a un metre d'alçada. Els fruits són una càpsula glabra de 4 a 5 mm de forma ovoide i contenen les llavors. Té usos medicinals i aromàtics.

## Galeria

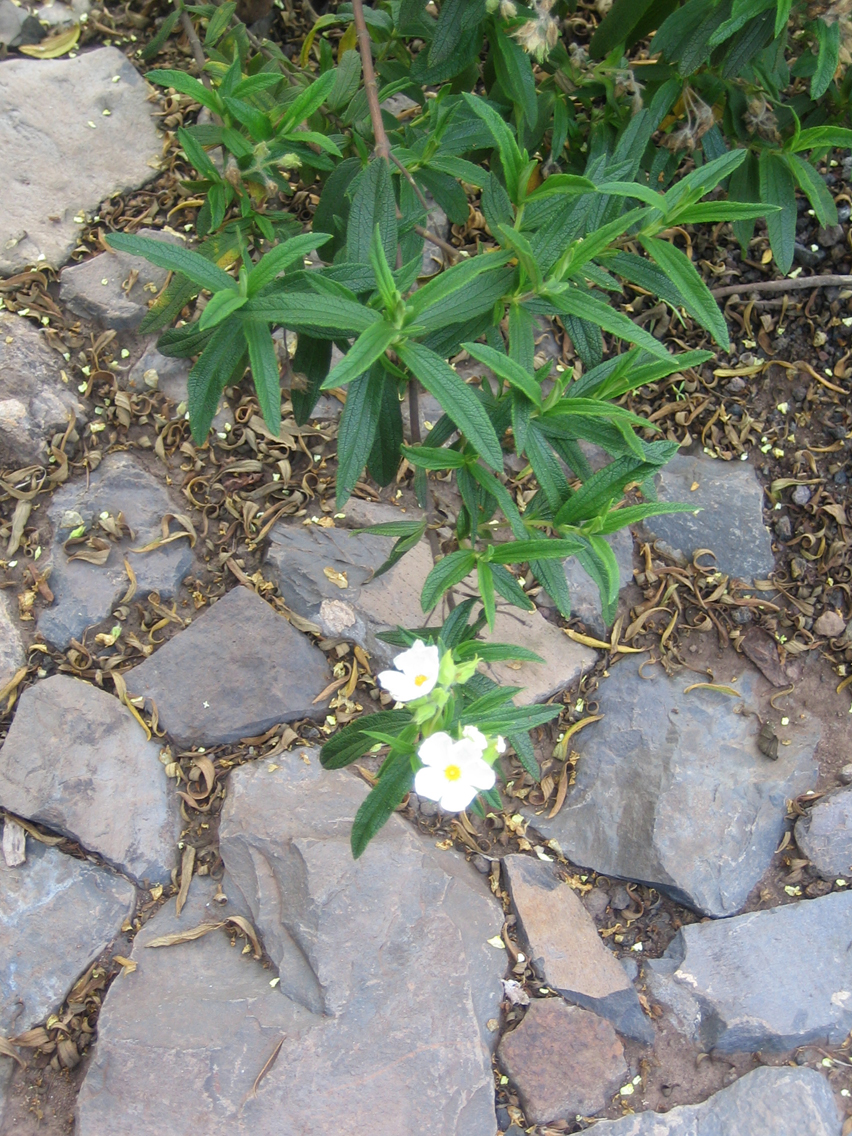
Detall de les fulles
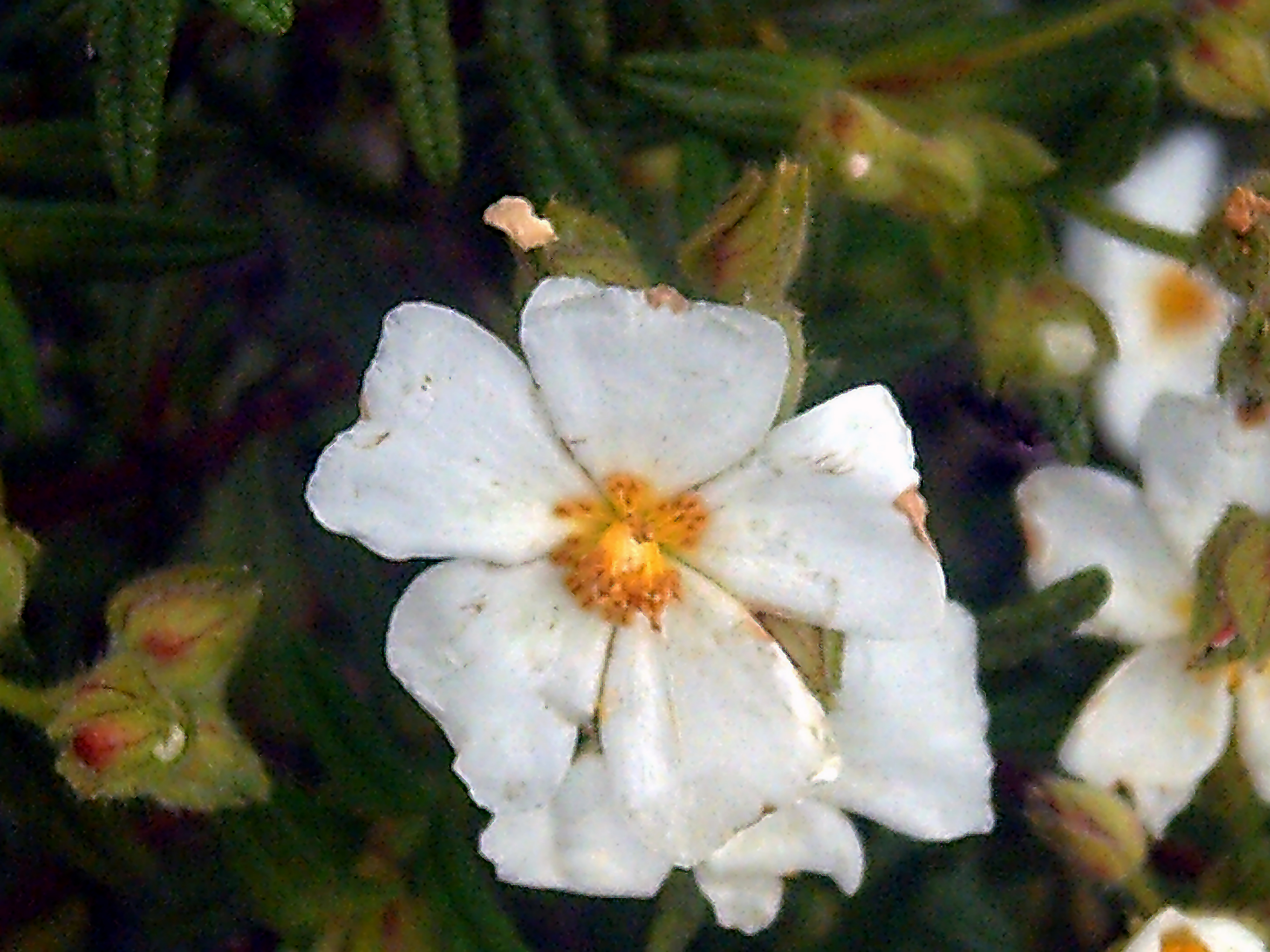
Detall de la flor
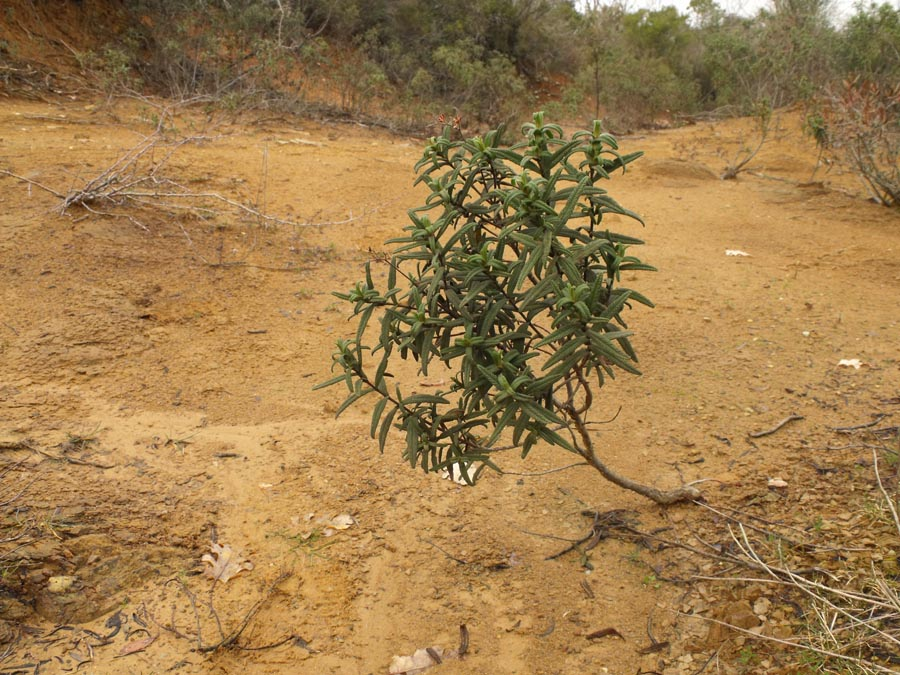
Vista de la planta
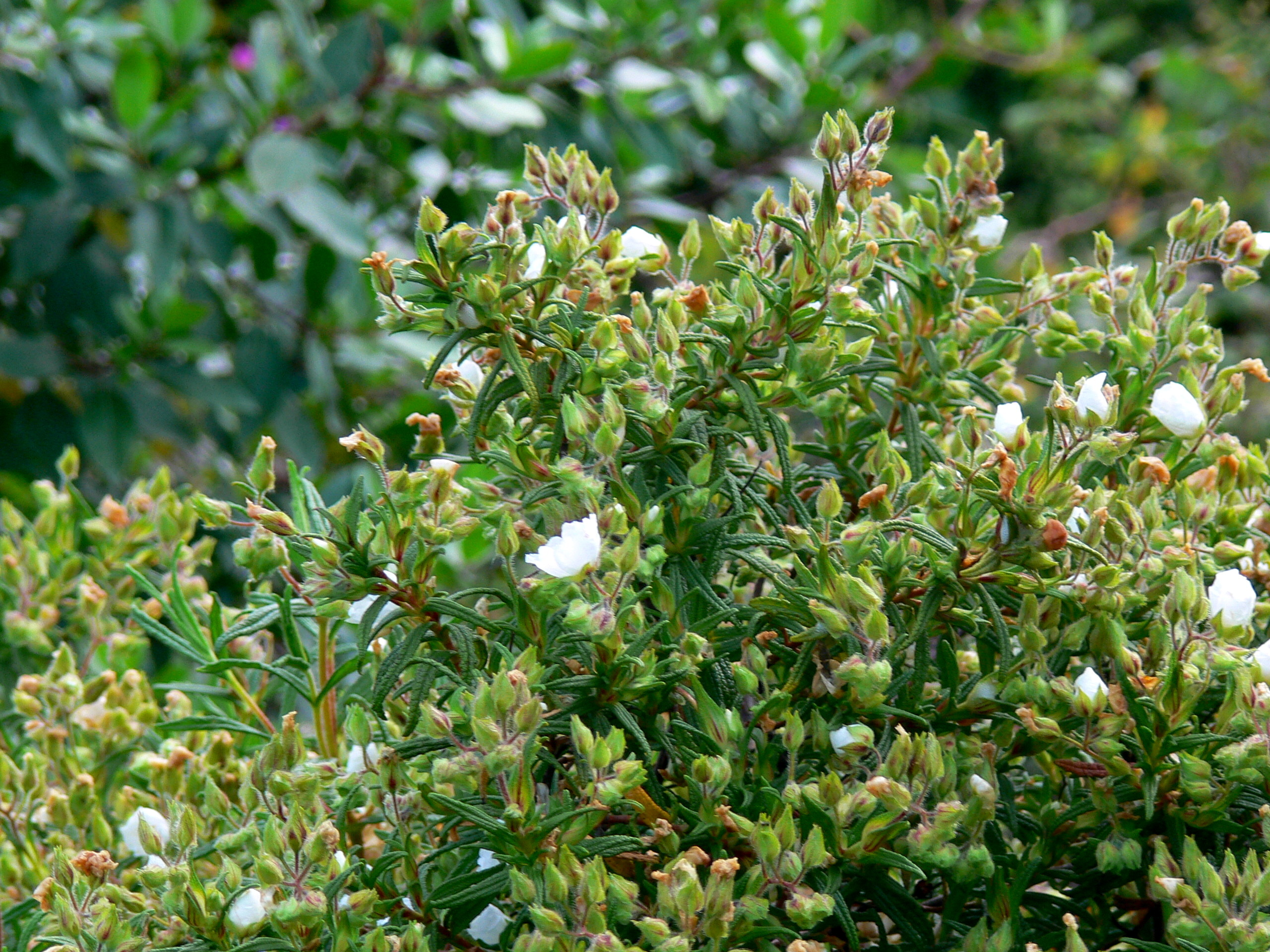
Al seu hàbitat